# Aulan
Aulan is een gemeente in het Franse departement Drôme (regio Auvergne-Rhône-Alpes) en telt 12 inwoners (2019). 

## Geografie
De oppervlakte van Aulan bedraagt 10,55 km², de bevolkingsdichtheid is 1 inwoner per km².

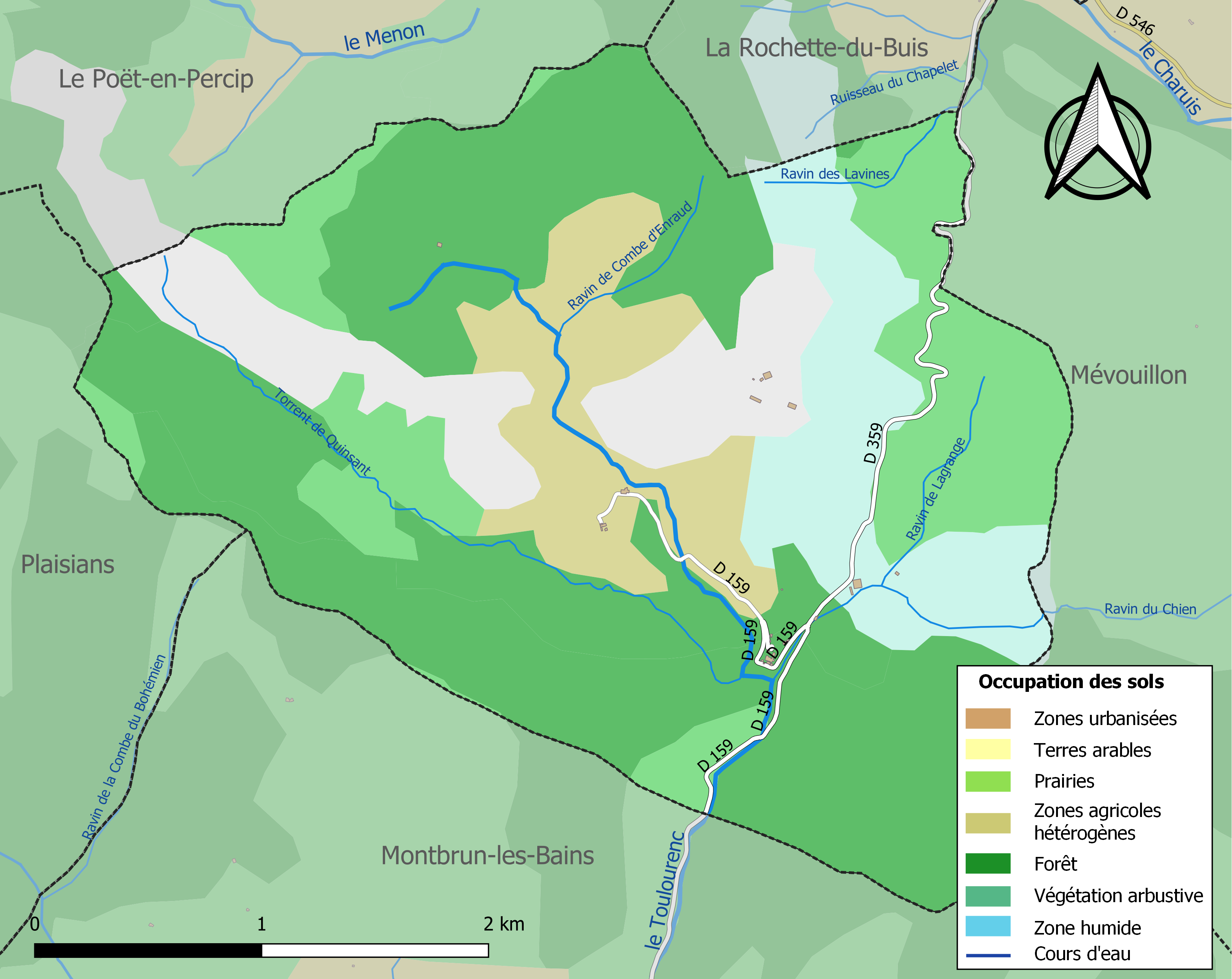
Kaart van de gemeente met belangrijkste infrastructuur, bodemgebruik en omliggende gemeenten

## Demografie
Onderstaande figuur toont het verloop van het inwonertal (bron: INSEE-tellingen).

## Afbeeldingen

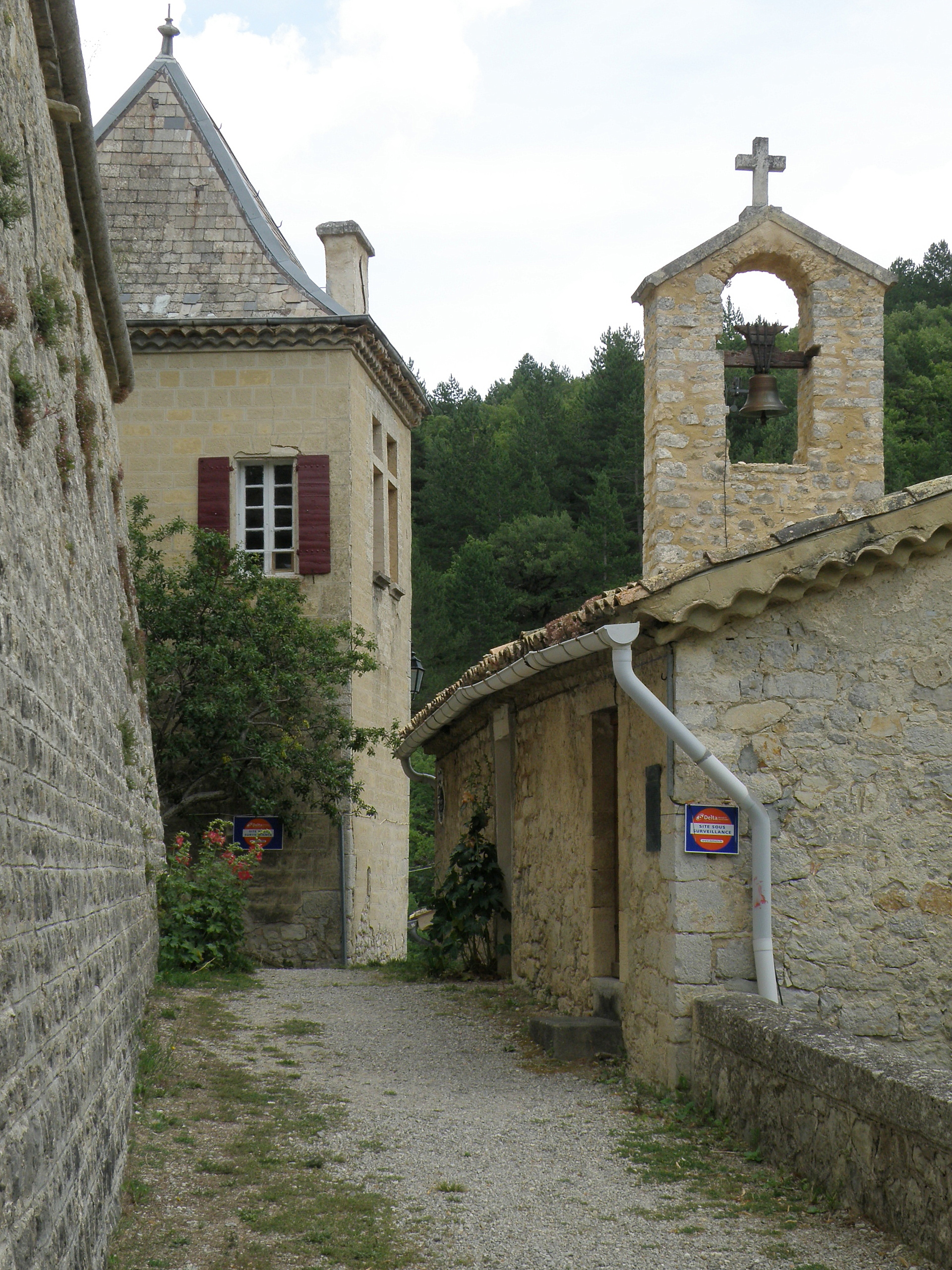
Rue de l'Église
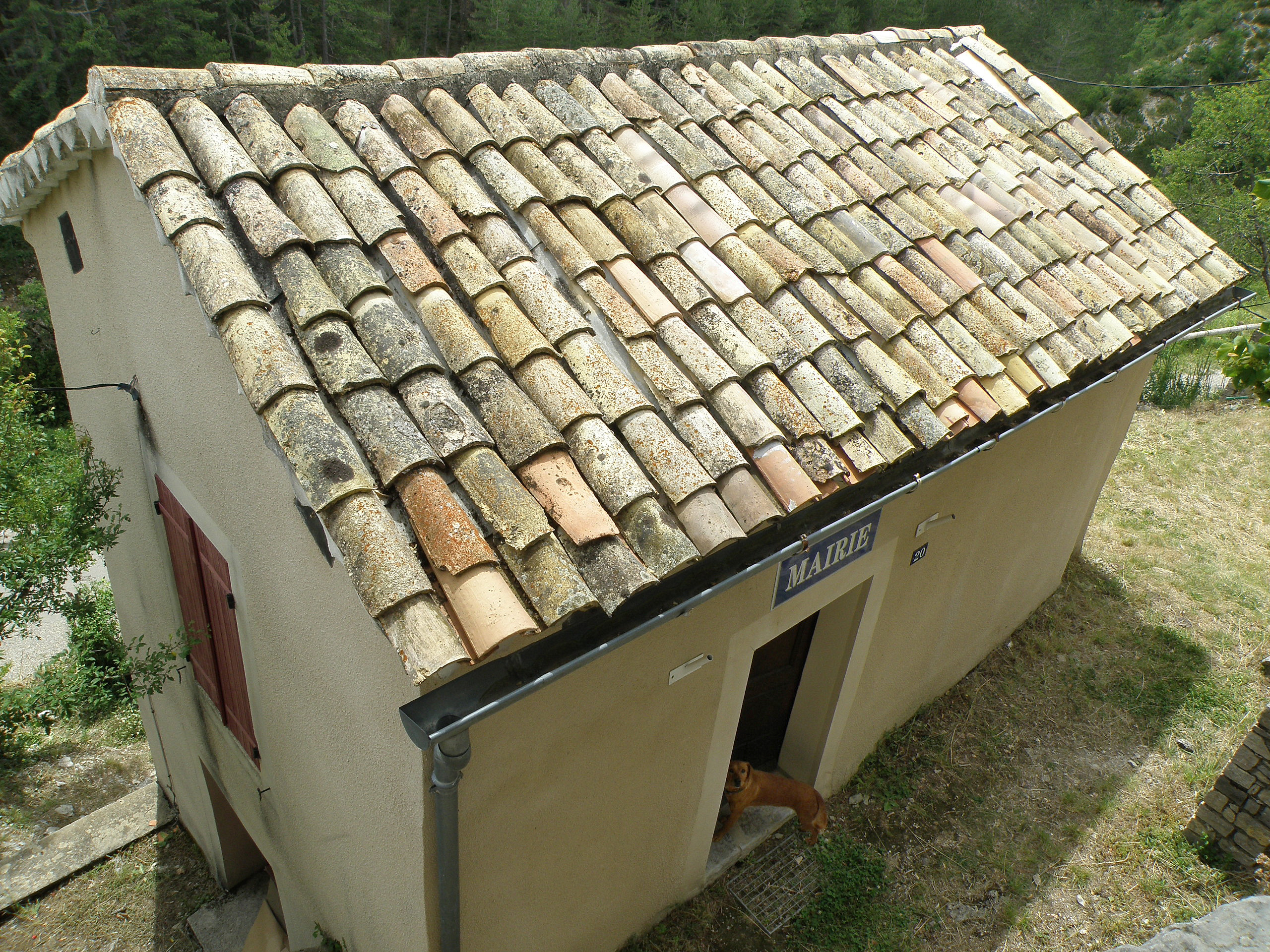
Gemeentehuis
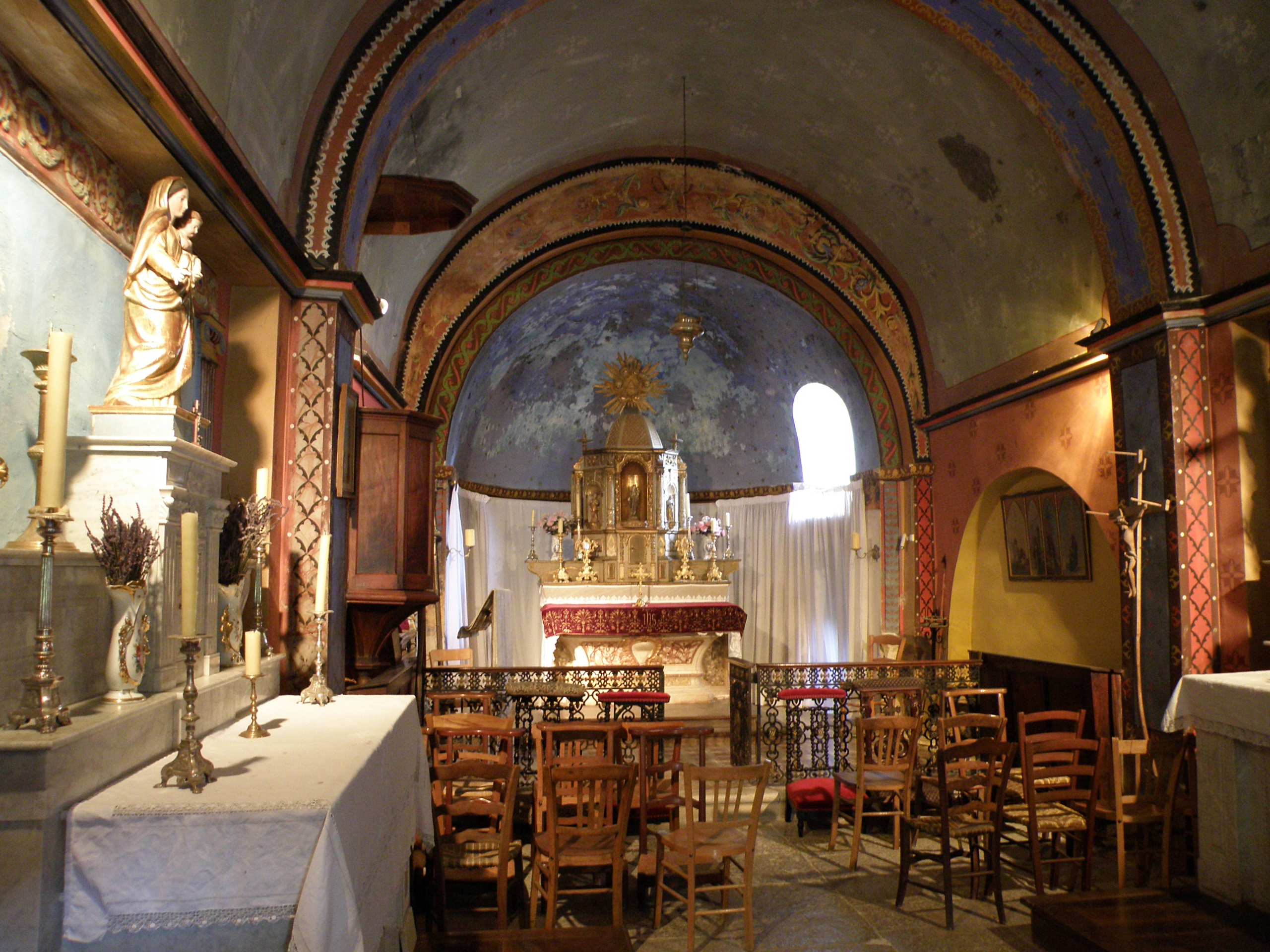
Église Saint-Jacques
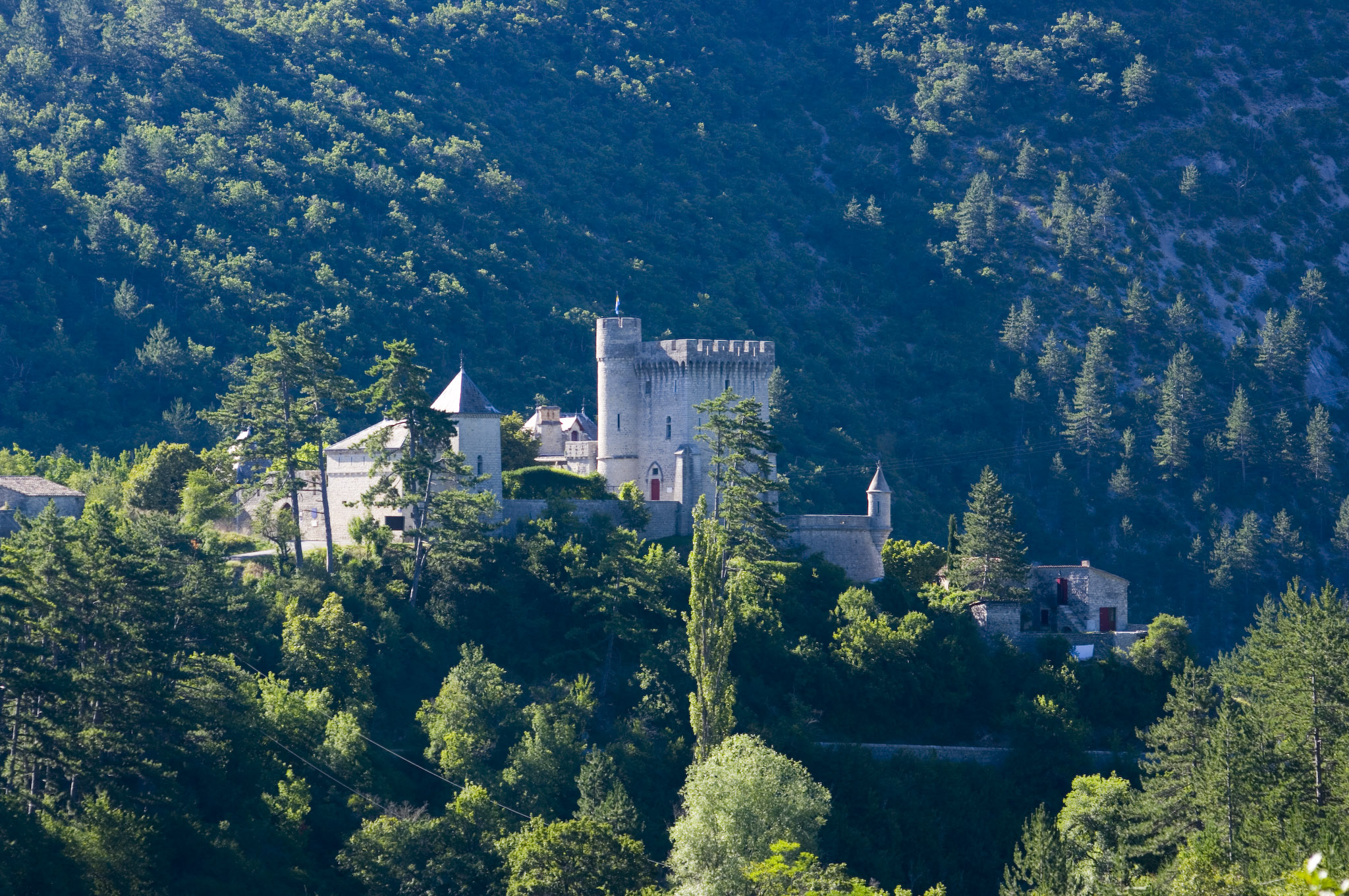
Château d'Aulan